# (9191) Hokuto
(9191) Hokuto est un astéroïde de la ceinture principale.

## Description
(9191) Hokuto est un astéroïde de la ceinture principale. Il fut découvert le 13 décembre 1991 à Kiyosato par Satoru Ōtomo. Il présente une orbite caractérisée par un demi-grand axe de 2,60 UA, une excentricité de 0,11 et une inclinaison de 11,9° par rapport à l'écliptique.

## Compléments